# 썬더볼트 (1995년 영화)
《썬더볼트》(Thunderbolt, 북미/일본명: Dead Heat)는 1995년에 제작된 홍콩 영화이며 주연 배우는 성룡. 특이한 점은 이 영화의  미쓰비시 자동차공업 레이싱 장면에서 각국의 실제레이서들이 참가하였다는 점과 시작시에 광동어로 나오는 주제가가 엔딩 크레딧이 나올 때는 북경어로 나온다는 점이다. 대한민국에서는 1995년 9월 8일에 개봉되었다. 재일한국인 뮤지션 양방언이 음악을 담당한 것으로도 유명하다.

## 흥행 기록
여러 영화 평론가들의 좋지 않은 평가에도 불구하고 45,647,210 홍콩 달러를 벌어들이며 홍콩 박스 오피스에서 대히트를 기록하였다.

## 배역
- 성룡 - 아화 역
- 원영의 - 에이미 역
- 왕민덕 - 스티브 역
- 추위안 - 아화의 아버지 역
- 에구로 마리에 - 미쓰비시 자동차 사장 딸 미스 겐야 역
- 토르스텐 니켈 - 쿠거 역

## 한국판 성우진

### KBS (1998년 10월 3일)
- 김일 - 아화(성룡)
- 정미숙 - 에이미(원영의)
- 황원 - 아화의 아버지(초원)
- 이재용 - 쿠거(토르스텐 니켈)
- 김민석 - 스티브(왕민덕)
- 서윤석 - 아화의 동료(용금창)
- 유지영 - 아화의 동생(호개흔) / 겐야(에구로 마리에)
- 김순영 - 아화의 동생(문송한) / 쿠거의 여자친구(레베카 펜로즈)
- 안종익 - 피터(폴 라포우스키) / 아화의 동료(단위륜)
- 유만준 - 레이스 코치(가야마 유조)
- 김새영 - 불량배(노혜광)
- 장호비 - 아화의 동료(나예현)

### SBS (2006년 10월 28일)
- 홍시호 - 아화(성룡)
- 은영선 - 에이미(원영의)
- 신성호 - 스티브(왕민덕)
- 이근욱 - 아화의 아버지(초원)
- 임은정 - 겐야(에구로 마리에)
- 기경옥 - 경기 중계 해설(황지화)
- 황윤걸 - 레이스 코치(가야마 유조) / 불량배(성규안)
- 민응식 - 쿠거(토르스텐 니켈)
- 김순영 - 아화의 동생(호개흔)
- 윤복성 - 아화의 동료(단위륜)
- 이상훈 - 불량배(림부위)
- 소연 - 아화의 동생(문송한) / 쿠거의 여자친구(레베카 펜로즈)
- 박찬희 - 에이미의 동료(황자화)